# Боатенг, Малакай
Малакай Боатенг (англ. Malachi Boateng; 5 июля 2002) — английский футболист, опорный полузащитник английского клуба «Плимут Аргайл».

## Клубная карьера
Боатенг присоединился к молодежной системе «Кристал Пэлас» в возрасте 11 лет и подписал свой первый профессиональный контракт с клубом в октябре 2019 года.
12 августа 2022 года присоединился к шотландскому клубу Чемпионшипа «Куинз Парк» на правах аренды на сезон 2022/2023. Его профессиональный дебют в карьере за «Куинз Парк» состоялся в матче против «Партик Тисл» днем позже, завершившемся победой со счетом 3:2.
18 июля 2023 года Боатенг присоединился к шотландскому клубу Премьершипа «Данди» на правах аренды сроком на один сезон.
3 августа 2024 года Боатенг присоединился к «Харт оф Мидлотиан» по трехлетнему контракту за нераскрытую сумму. Он дебютировал за «Хартс» в тот же день, выйдя на замену в первом матче лиги против «Рейнджерс».
3 февраля 2025 года Малакай подписал контракт на три с половиной года с английским клубом «Плимут Аргайл».